# North Attleborough

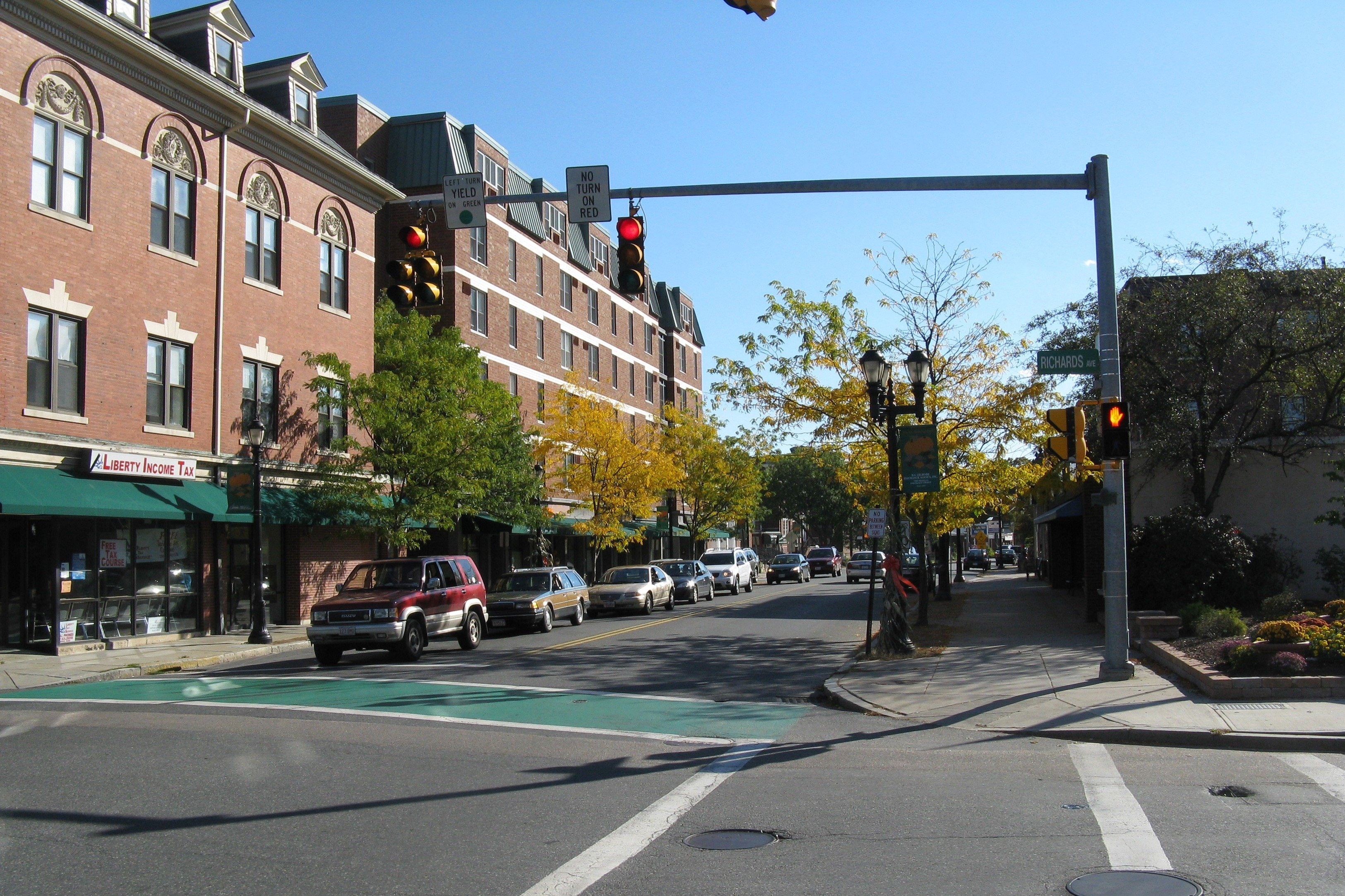

North Attleborough är en kommun (town) i Bristol County i delstaten Massachusetts, USA. Vid folkräkningen år 2000 bodde 27 143 personer på orten. Den har enligt United States Census Bureau en area på totalt 49,3 km² varav 1,1 km² är vatten.